# U kamina
U kamina (russisk: У камина) er en russisk stumfilm fra 1917 af Pjotr Tjardynin.

## Medvirkende
- Vera Kholodnaja
- Vladimir Maksimov som Pesjjerskij
- Vitold Polonskij som Lanin